# PLEKHA6
PLEKHA6‏ (Pleckstrin homology domain containing A6) هوَ بروتين يُشَفر بواسطة جين PLEKHA6 في الإنسان.